# Лозница (Бугарска)
Лозница (буг. Лозница, тур. Kubadın) град је у Републици Бугарској, у североисточном делу земље, седиште истоимене општине Лозница у оквиру Разградске области.

## Географија
Положај: Лозница се налази у североисточном делу Бугарске. Од престонице Софије град је удаљен 330 km североисточно, а од обласног средишта, Разграда град је удаљен 20 km јужно.
Рељеф: Област Лознице се налази у југоисточном ободу Влашке низије, које је брдовито и назива се Лудогорјем, на приближно 260 m надморске висине.
Клима: Клима у Лозници је континентална.
Воде: Лозница се налази у подручју са више мањих водотока. Источно од града се простире вештачко језеро.

## Историја
Област Лознице је првобитно било насељено Трачанима, а после њих овом облашћу владају стари Рим и Византија. Јужни Словени ово подручеје насељавају у 7. веку. Од 9. века до 1373. године област је била у саставу средњовековне Бугарске.
Крајем 14. века област Лознице је пала под власт Османлија, који владају облашћу 5 векова.
Године 1878. град је постао део савремене бугарске државе. Насеље постоје убрзо средиште окупљања за села у околини, са више јавних установа и трговиштем. Насеље је званично проглашено градом 1974. године.

## Становништво
| 1975. | 1985. | 1992. | 2001. |
| ----- | ----- | ----- | ----- |
| 3,843 | 3,970 | 3,021 | 2,758 |

По проценама из 2010. године Лозница је имала око 2.300 становника. Већина градског становништва су Турци, док су мањина етнички Бугари. Остатак су махом Роми. Последњих деценија град губи становништво због удаљености од главних токова развоја у земљи.
Претежан вероисповест месног становништва је ислам, а мањинска православље.